# یورورک

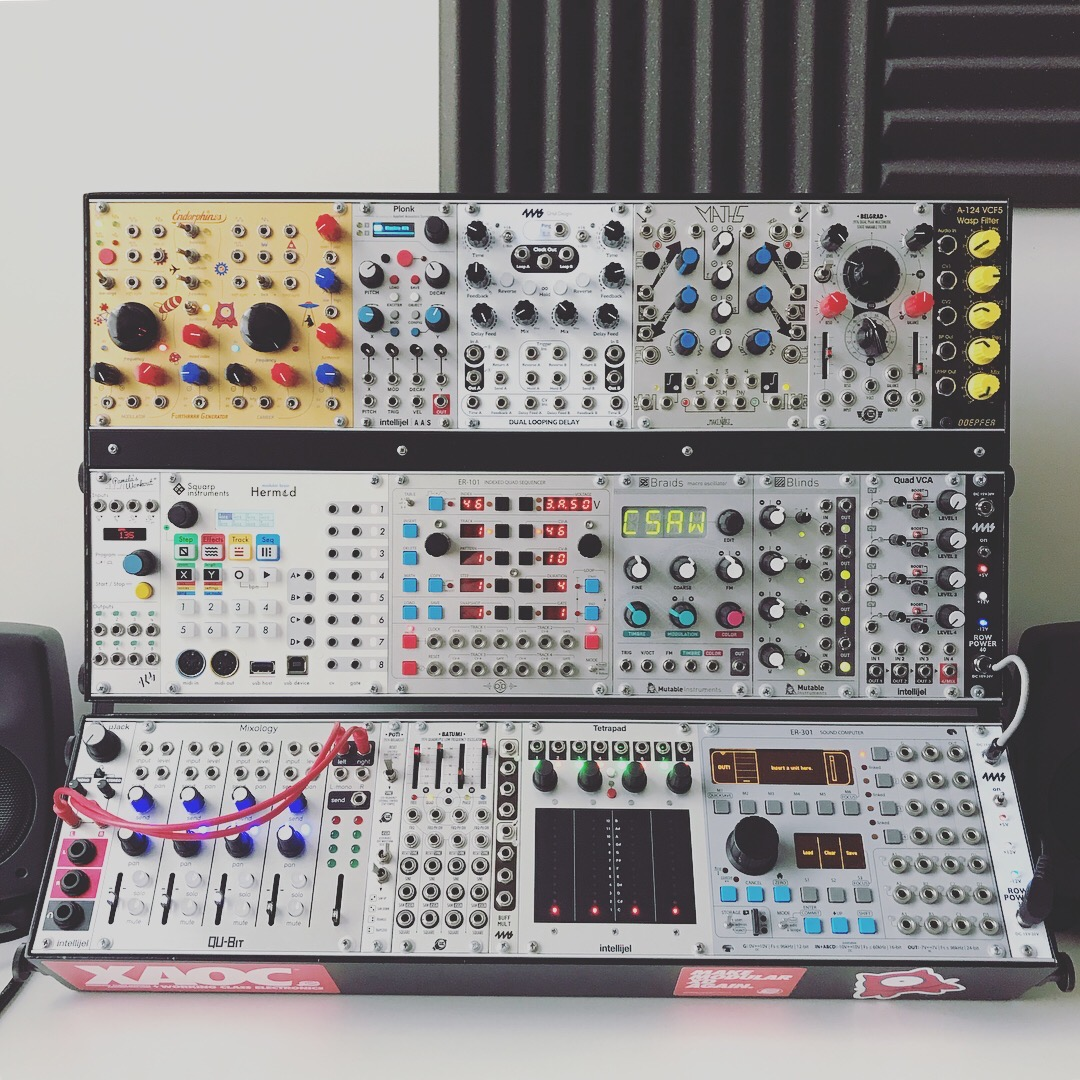
یک ماشین سنتز در غالب یوروک 9U شامل ماژول‌های متنوعی از Endorphin.es, Intellijel، 4MS, Make Noise, Doepfer, ALM, Squarp Instruments، دستگاه‌های ارتوگونال، ابزارهای قابل تغییر، دستگاه‌های XAOC و QU-Bit

یورورَک یک استاندارد سینتی سایزر ماژولار است که در سال ۱۹۹۶ توسط Doepfer Musikelektronik معرفی شد. از آن زمان محبوبیت زیادی پیدا کرده‌است و از سال ۲۰۱۸ به یک غالب‌ترین معماری سینتی سایزر مدولار سخت‌افزاری بدل شده‌است و بیش از ۵۰۰۰ ماژول از بیش از ۲۷۰ تولیدکننده مختلف در دسترس است.
ابعاد و اندازه‌ها از استانداردهای رکمونت تبعیت می‌کنند و یورورک معمولاً با عرض طول 3U و عرض‌های متنوع که با یکای جداگانه ای به نام HP یا Horizontal pitch عرضه می‌شوند. ارتباط ماژول‌ها با محیط بیرون نیز تماماً طبق استاندارد جک‌های مونو ۳٫۵ میلی‌متری و کابل‌های یک-به-یک وضع شده‌اند.